# Nosówka (Białoruś)
Nosówka – dawna kolonia. Tereny, na których była położona, leżą obecnie na Białorusi, w obwodzie witebskim, w rejonie brasławskim, w sielsowiecie Opsa.

## Historia
W czasach zaborów ówczesny zaścianek leżał w granicach Imperium Rosyjskiego.
W latach 1921–1939 kolonia leżała w Polsce, w województwie nowogródzkim (od 1926 w województwie wileńskim) w powiecie brasławskim w gminie Dryświaty.
Według Powszechnego Spisu Ludności z 1921 roku zamieszkiwały tu 52 osoby, 7 było wyznania rzymskokatolickiego, a 45 prawosławnego. Jednocześnie 17 mieszkańców  zadeklarowało polską przynależność narodową, a 35 białoruską. Było tu 8 budynków mieszkalnych. W 1931 w 9 domach zamieszkiwały 52 osoby.
Miejscowość należała do parafii rzymskokatolickiej i prawosławnej w Dryświatach. W 1933 podlegała pod Sąd Grodzki w Turmoncie i Okręgowy w Wilnie; właściwy urząd pocztowy mieścił się w Dryświatach.